# Saison cyclonique 2013 dans l'océan Pacifique nord-ouest
La saison cyclonique 2013 (cyclones tropicaux dans l'océan Pacifique nord-ouest) n'a pas de date spécifique de début ou de fin selon la définition de l'Organisation météorologique mondiale. Cependant, les cyclones tropicaux dans ce bassin montrent un double pic d'activité en mai et en novembre. Les vents dans le Pacifique ne sont pas enregistrés sur une minute mais sur dix minutes.

## Liste des typhons

### Tempête tropicale sévèreSonamu(Auring)
Le 1er janvier 2013, l'Agence météorologique du Japon (AMJ) détecte la formation d'une dépression tropicale qui s'était développée sur 1 085 km au sud-ouest de Hagåtña, Guam. Au cours des deux jours suivants, la dépression se dirigeait vers le nord-ouest, avant de passer à proximité de Mindanao tard le 2 janvier,,. Le lendemain, alors que le système dépressionnaire se déplace dans la mer de Sulu, l'Administration des services atmosphériques, géophysiques et astronomiques des Philippines (PAGASA) nomme la dépression « Auring », avant que l'AGC n'indique que la dépression soit passée au statut de tempête tropicale et le nomme « 01W » puis « Sonamu »,.
À la suite de la dépression tropicale, un navire de passagers a échoué sur la côte de Dumaguete le 3 janvier matin, il y avait 200 passagers, y compris l'équipage ; ils ont été secourus. La tempête a fait au moins un mort aux Philippines. Tôt le 8 janvier, l'AMJ indique que Sonamu s'est affaibli en dépression tropicale, alors qu'elle se dirige vers le sud-est. Durant les deux jours qui ont suivi, Sonamu s'est déplacé vers le sud-est, et a continué de s'affaiblir. Le 10 janvier, Sonamu s'est dissipée environ 100 km à l'ouest de Bintulu, en Malaisie orientale.

### Dépression tropicaleBising
Le 4 janvier, une zone de convection se forme à 480 km au sud-est des Palaos. Elle se déplace rapidement vers l'ouest et pénètre rapidement la zone régionale de responsabilité des Philippines le 5 janvier. Le JMA indique que le système a atteint le statut de dépression tropicale le lendemain. Cependant, le 7 janvier, l'AMJ rapporte l'affaiblissement du système en une zone dépressionnaire due à cisaillement élevé vertical du vent du sud-est. Le système se réorganise le 8 janvier et l'AMJ signale de nouveau le statut de dépression tropicale. Le 11 janvier au soir, PAGASA signale lui aussi une dépression tropicale et l'a nommé Bising. Le 13 janvier, le PAGASA rétrogradé le système à une zone de basse pression, avant sa fusion dans un cyclone de la bombe en développement dans le sud de la mer du Japon tard le même jour.
Le système météorologique a provoqué des pluies modérées à fortes dans la région de Bicol, les Visayas orientales, les Visayas centrales et Mindanao.

### Dépression tropicaleShanshan(Crising)
Le 18 février, l'AMJ et PAGASA détectent et surveillent une dépression tropicale, qui s'est développé à quelque 750 km au sud-est de General Santos dans le sud de Mindanao,. Le JTWC classe le système en dépression tropicale et le désigne 02W tôt le 19 février, puis émet une alerte cyclonique le 21 février en raison de vents violents en approche. Le 20 février, les écoles dans trois villes de Cebu ont été fermées en raison de pluies abondantes et continues. Le 22 février, l'AMJ classe le système sous la catégorie tempête tropicale et le nommé Shanshan, tandis que le JTWC rétrograde le système sous la catégorie de perturbation tropicale.
Les pluies violentes causées par la tempête ont déclenché d'importantes inondations dans le Sud des Philippines, qui ont tué quatre personnes et en ont laissé deux autres portées disparues. Un total de 262 880 personnes ont été touchées dans tout le pays, près de la moitié d'entre eux étaient dans la région de Davao. En termes d'impact structurel, 53 maisons ont été détruites tandis que 119 autres ont été endommagées. Les pertes agricoles s'élèvent à ₱ 11,2 millions (255 000 $ US).

### Tempete tropicaleYagi(Dante)
La dépression tropicale 03W se forme à l'est des Philippines le 6 juin, et se déplace en direction nord tandis qu'elle s'intensifie lentement. La dépression tropicale s'intensifie encore plus et est catégorisée en tempête tropicale Yagi à 12 h 0 UTC tard dans la journée par l'AGC pour tout l'est des Philippines. Le JTWC a toujours considéré le système comme une dépression tropicale à l'époque même si l'agence a reclassé l'intensité de la tempête six heures plus tard. Yagi culmine finalement en une tempête tropicale modérée, avec des vents de 85 km/h et des rafales à 120 km/h. Cependant, la tempête est rapidement affectée par le cisaillement du vent de nord-ouest, ce qui désorganise le système et l'oblige à l'affaiblir. Yagi est de nouveau rétrogradé en dépression tropicale par l'AMJ à 18 h 0 UTC le 12 juin, constituant le dernier bulletin sur le cyclone délivré par l'organisme. Le JTWC continue à suivre la tempête jusqu'à minuit UTC le 13 juin, date à laquelle Yagi s'est entièrement dissipée.
La réduction nationale des risques de catastrophe et le Conseil de gestion ordonnent aux zones locales de se préparer à une urgente évacuation potentielle des zones sinistrées. En tant que cyclone tropical en développement, Yagi a la facilité de circulation des moussons dans la région des Philippines, causant des précipitations dans certaines zones, en particulier dans la grande région de Manille. Ainsi, à cause des pluies la PAGASA a annoncé officiellement le début de la saison des pluies pour la chaîne d'îles au début du 10 juin. Comme un cyclone tropical en affaiblissement, Yagi a apporté localement de fortes pluies sur l'île de Honshu, mais en raison de son rapide affaiblissant elle ne représente pas une menace importante pour le Japon.

### Tempête tropicaleLeepi(Emong)
Le 16 juin, l'AMJ commence à surveiller un secteur faible de pression à l'est du Samar oriental, et le PAGASA classe le système sous la catégorie de dépression tropicale le même jour, en la nommant Emong, tout en continuant à s'intensifier,. Les deux jours suivants, la dépression se développe, et le JTWC émet des alertes à la formation de la dépression tropicale 04Wn le 7 juin. L'AGC classe la dépression tropicale à l'intensité de tempête tropicale à minuit UTC le 18 juin, désignant la tempête avec le nom Leepi, le JTWC également commencé à surveiller le système. À ce moment, le cyclone tropical avait une pression barométrique minimum de 998 hPa). À 21 h 0 UTC le 19 juin, la tempête quitte la région de responsabilité de PAGASA, et en tant que telle, l'agence publie son dernier avertissement. Le 20 juin, Leepi interagit avec un creux tropical supérieur troposphérique (TUTT) de la cellule à l'est, ce qui entraîne un fort cisaillement vertical du vent en direction nord-ouest[Quoi ?]. Sur la base de cet événement, le JTWC rétrograde le système en catégorie de dépression tropicale à 3 h 0 UTC ce même jour. Le cisaillement du vent continue à faire sentir ses effets sur le système, et en tant que telle, l'AMJ publie son dernier bulletin sur le système à minuit UTC 21 juin.
En raison de fortes pluies causées par la précédente onde tropicale, des alertes aux crues sont émises par PAGASA pour Mindanao, le 15 juin. Pendant la nuit, de fortes précipitations ont été signalées dans la ville de Davao, et des équipes d'intervention ont été dépêchées dans les zones à risque. Ce système météorologique a provoqué des pluies torrentielles dans les régions philippines, y compris au sud de Luzon, des Visayas et au nord de Mindanao. Au nord, Leepi est passé à l'est de Taïwan, mais les pluies ont touché les régions orientales de l'île. Se dirigeant vers les îles Ryukyu, des vents soutenus à Okinawa ont atteint 55 kilomètres par heure et des rafales ont culminé à 87 km/h. Malgré sa dissipation et sa perte de convection avant son arrivée au Japon, le système engendre des pluies torrentielles. À Umaji (préfecture de Kōchi), une station a enregistré 354,5 mm (13,96 po) de pluie en 24 heures, soit plus de la moitié des précipitations enregistrées en moyenne en juin pour la station.

### Tempete tropicaleBebinca(Fabian)
À la mi-juin, une zone de forte convection, quoique désorganisée, persiste dans la mer de Chine méridionale, avec son centre à environ 1 110 km (690 mi) au sud de Hong Kong. La perturbation s'organise peu à peu, et devient suffisamment organisée pour être catégorisée dépression tropicale par l'AGC à 18 h 0 UTC le 19 juin ; six heures plus tard, PAGASA nomme le système Fabian. Le système s'intensifie et s'organise tout au long de la journée le 20 juin ; à minuit, au lendemain, l'AMJ catégorie le système en tempête tropicale, et est désignée sous le nom de « Bebinca ». À la suite de cela, Bebinca ne s'intensifie pas et se stabilise en intensité avant de toucher Hainan le 22 juin. Le passage de Bebinca sur l'île rétrograde le système sous forme de dépression tropicale.
En raison des effets potentiels de Bebinca, l'aéroport international de Sanya Phénix annule ou retarde 147 vols entrants et sortants, laissant 8 000 passagers bloqués. D'autres transports régionaux de Hainan ont également été perturbés par l'approche imminente de la tempête tropicale. À Beibu le 21 juin, un bateau de pêche avec quatre pêcheurs à bord a perdu communication avec le continent, mais retrouvés le lendemain,. Les précipitations dans Hainan ont culminé à 227 mm (8,9 po) à Sanya. Au total, 11,55 millions de personnes ont été touchées. Les dégâts sur l'île de Hainan s'élèvent à ¥ 32,46 millions (5,3 millions de dollars US)[réf. nécessaire]. Les pluies violentes ont affecté plusieurs provinces au nord du Viêt Nam, avec un maxima de 356 mm (14,0 po) à Hon Ngu, dans la province de Nghệ An.

### Tempête tropicale sévèreRumbia(Gorio)
À la fin juin, une zone de perturbation au sein de la zone de convergence intertropicale persiste à l'est des Philippines, accompagnée d'une zone dépressionnaire. À 12 h 0 UTC le 26 juin, le système est reconnu sous le nom de « Invest 99W » par le JTWC. La perturbation se développe progressivement et se classe sous la catégorie de dépression tropicale le 27 juin. La dépression tropicale se déplace initialement vers le nord-ouest à la suite d'une dorsale subtropicale[Quoi ?] à proximité. Le 28 juin, la perturbation se renforce, devient tempête tropicale, et touche en premier lieu dans le Samar oriental aux Philippines tôt le lendemain,. Rumbia met environ une journée pour se déplacer à travers l'archipel avant d'arriver en mer de Chine méridionale,. Rumbia se renforce et atteint son pic d'intensité avec des vents à 95 km/h/h, le 1er juillet, puis se classe sous la catégorie de violente tempête tropicale. Le cyclone tropical s'affaiblit légèrement avant de se déplacer vers la péninsule de Leizhou tard ce jour-là. En raison de son entrée dans les terres, Rumbia s'affaiblit en une zone dépressionnaire le 2 juillet et se dissipe finalement peu après.
Avant de toucher les Philippines, d'importantes mesures ont été prises par les organismes de secours locaux et le gouvernement. Dans les provinces des Visayas orientales et de Caraga, ₱ 6,9 millions en matériels de secours ont été loués. À son arrivée, Rumbia a causé d'importantes inondations dans plusieurs îles, provoquant l'arrêt des services de transport et l'évacuation de milliers de personnes. Les coupures de courant sont également causées par la pluie et les fortes rafales de vent. À son arrivée dans la péninsule de Leizhou en Chine, Rumbia endommage de grandes étendues agricoles de terres cultivées et détruit au moins 112 foyers, causant ¥ 7,680,000 de dégâts. Au total, Rumbia a tué au moins 55 personnes aux Philippines et en Chine, principalement en raison des inondations,.

### TyphonSoulik(Huaning)
Début juillet, un faible front froid presiste au nord-est de Guam, gagnant en caractéristiques tropicales ; le système se développe aussitôt sur une faible surface et devient dépression tropicale tôt le 7 juillet. Se déplaçant vers l'ouest, la dépression s'intensifie très rapidement à partir du 8 juillet et touche Soulik atteignant son pic d'intensité tôt le 10 juillet. Le système s'affaiblit lors de son passage dans les eaux glacées, malgré son passage précédent dans les eaux chaudes du Kuroshio. Le lendemain, l'air sec vient empiéter dans le développement du typhon. Soulik arrive, plus tard, le 12 juillet au nord de Taïwan avant de se dégrader comme tempête tropicale. Passant brièvement sur le détroit de Taïwan, la tempête se déplace sur terre pour la deuxième fois dans le Fujian, le 13 juillet. Le système se dissipe tôt le 14 juillet.
Frappant Taïwan sous son statut de super typhon, Soulik apporte des rafales de vent atteignant 220 km/h/h et des pluies torrentielles. De nombreux arbres ont été déracinés et des lignes électriques coupés, laissant environ 800 000 personnes sans électricité. De graves inondations ont provoqué l'évacuation de milliers de personnes. Quatre personnes ont perdu la vie sur l'île, tandis que 123 autres ont été blessés. Les pertes agricoles de Taïwan s'élèvent à au moins NT 1,27 milliard (42,55 millions de dollars US). À l'Est de la Chine, plus de 162 millions de personnes ont été touchées par la tempête.

### Tempête tropicaleCimaron(Isang)
Des pluies torrentielles, au sud de la province du Fujian, déclenchent des inondations importantes, avec des zones déjà saturées par le typhon Soulik moins d'une semaine avant. Un pic de 505,3 mm (19.89 in) a été mesuré dans le village de Mei en 24 heures, avec un maximum horaire de 132,3 mm (5,21 po). De nombreuses maisons ont été inondées et plusieurs routes ont été emportées. Environ 20,28 millions de personnes ont été touchées par la tempête, 8,92 millions d'entre eux ayant été temporairement évacuées. Au moins une personne a été tuée et une autre a été portée disparue. Les pertes économiques directes de la tempête s'élève à ¥ 1,552 milliard (252,8 millions de dollars US). Un orage exceptionnellement intense s'est produit sur Xiamen, avec 406 coups de tonnerre enregistrés en deux heures.

### Tempête tropicale sévèreJebi(Jolina)
Le 26 juillet, une zone de basse pression est observée à 600 km à l'est de General Santos et s'incorpore le long de la zone de convergence intertropicale qui affecte Mindanao. Au cours des trois jours suivants, la zone de basse pression traverse les Philippines et approche à l'ouest le 30 juillet, situé à l'ouest de Batangas. À la suite des conditions favorables au développement de la dépression, le PAGASA et l'AMJ classent le système en catégorie dépression tropicale et le nomment « Jolina ». Le 31 juillet, l'AMJ classifie cette dépression en tempête tropicale et lui attribue le nom international de « Jebi ».
À Cotabato, les pluies incessantes au cours des trois derniers jours causées par la zone dépressionnaire à Mindanao ont submergé 25 de ses 37 villages. Les inondations ont forcé l'administration de la ville à fermer les écoles publiques et privées. Les fortes pluies ont aussi concernées les zones inondées autour du marais Liguasan, y compris les 14 communes de Maguindanao, et sept villes de Cotabato-Nord. Au moins six personnes ont été tuées au Viêt Nam ; les plus importantes pertes sont dénombrées dans la province de Quang Ninh, dans laquelle 320 maisons et 200 hectares de cultures ont été endommagés. Les pertes dans la région s'élèvent à VND10 milliards d'euros (476 000 $ US).

### Tempete tropicaleMangkhut(Kiko)
Le 2 août, une zone de basse pression s'intègre le long de la zone de convergence intertropicale et se forme à l'est de Mindanao. Durant les deux jours suivants, le système traverse Mindanao et émerge sur la mer de Sulu car il était situé à l'ouest de Dumaguete,. Le 5 août, le PAGASA et le JMA a classé le système en dépression tropicale et lui a été donné le nom de Kiko. Au cours des dernières 24 heures, la dépression tropicale se renforce pour devenir tempête tropicale avec pour nom international « Mangkhut » par l'AMJ. Le 7 août, la tempête tropicale Mangkhut a touché les terres sur la province de Thai Binh au Viêt Nam, la même région où la tempête tropicale Jebi a touché terre il y a tout juste une semaine, faisant des victimes.
Des averses de mercredi soir à jeudi ont été enregistrées, entraînant des difficultés pour aller travailler pour de nombreuses personnes. Pendant ce temps, les précipitations ont atteint des cumuls très important d'environ 300 mm dans le Centre de Thanh Hoa et le Nord de Hai Phong, le vent moyen atteignait 62–88 km/h.

### TyphonUtor(Labuyo)
Le 8 août, une perturbation tropicale se forme au nord des Palaos. L'Agence météorologique du Japon (AMJ) et le Joint Typhoon Warning Center (JTWC) surveillent le système pour le catégoriser par la suite en dépression tropicale,,. Plus tard, l'AMJ et le JTWC classent le système comme tempête tropicale, la première agence lui attribuant le nom « Utor ».
Le 11 août, sous l'influence d'un faible cisaillement vertical du vent, du fait notamment que la température de la mer soit élevée, Utor s'intensifie davantage et forme un œil clair. À 12 h 0 UTC, le typhon Utor atteint son pic d'intensité avec des vents maximums sur dix minutes atteignant les 105 nœuds (195 km/h et une pression atmosphérique diminuant à 925 hPa. Le JTWC classe Utor sous la catégorie de super typhon à la suite d'interactions avec Luzon. Le 12 août, Utor quitte les Philippines et atteint la mer de Chine méridionale sous sa catégorie 2, après son affaiblissement sur les régions montagneuses aux Philippines. Cependant, les conditions favorables au développement du système persistent, et Utor se renforce en typhon de catégorie 3 quelques heures seulement après son retour sur mer. Après s'être éloigné des Philippines, le cisaillement du vent augmente et les températures de la mer chutent, ce qui ralentit un peu l'intensification d’Utor. Le système se dirige lentement au nord-ouest,.
La province d'Aurora subit le plus de dégâts liés au typhon, notamment la ville côtière de Casiguran. La capitale Manille a reçu de fortes pluies, mais aucun dégât important n'a été signalé. On[Qui ?] croyait que 80 % de l'infrastructure pourrait être détruite à Casiguran, ce qui représente environ 2 000 foyers. Au total, plus de 12 000 maisons ont été endommagées. Le 14 août, Utor s'affaiblit et devient typhon de catégorie 2 avec des vents à plus de 170 kilomètres par heure en raison de l'interaction avec la terre et des conditions défavorables. Le système se déplaçait lentement vers le sud de la Chine. Le 14 août à 15 h heure locale, Utor a touché les terres en Chine dans la province du Guangdong comme un système de catégorie 1 avec des vents maximum de 145 km/h, où il s'affaiblit rapidement. Cent cinquante-huit mille habitants ont été évacués dans le Sud de la Chine. Hong Kong a été frappée par des vents allant jusqu'à 85 kilomètres par heure tandis que son voisins Macao a été touché par des rafales de 70 km/h. Un décès est signalé en Chine. Des centaines de vols ont été annulés et d'autres ont été retardés. Un cargo de 190 mètres de long a coulé au large des côtes de Hong Kong en raison de vagues atteignant jusqu'à 15 mètres de haut. L'équipage a abandonné le navire et a été sauvé par les secouristes. Le 15 août, après qu’Utor a touché les terres en Chine, le JMA a publié la dernière mise à jour sur le système, à 12:45 UTC, quand il s'est affaibli en dessous de la force d'un typhon. Les restes de Utor ont continué à voyager lentement en direction du nord. Au total, Utor a causé 25 décès. Les résidents touchés sont élevées à environ 2,5 millions. Le typhon a dépassé 392 millions USD de dommages,,,.

### Tempête tropicale sévèreTrami(Maring)
Le 15 août, un système dépressionnaire se forme au sud-est de Taipei, Taïwan, dans l'océan Pacifique,. Comme le système a suivi une trajectoire consistante vers l'est, il se renforce lentement dans des conditions favorables pour former une dépression tropicale le 17 août, date à laquelle le PAGASA commence à surveiller la dépression. Le système est nommé 12W, puis Maring par le PAGASA. Maring a commencé à interagir avec une autre dépression au nord de cette tempête.
Le 18 août, la dépression 12W se renforce en tempête tropicale, recevant le nom de Trami, tout en suivant régulièrement une trajectoire vers l'est. Dans l'après-midi du 18 août, de fortes pluies s'abattent sur Luzon, les responsables gouvernementaux ont été contraints de suspendre les cours et le travail dans certaines villes. Le PAGASA publie ensuite plusieurs alertes de précipitations abondantes. Les principaux axes routiers de la région métropolitaine de Manille et des provinces voisines ont été touchés par de graves inondations. Le niveau de la rivière Marikina a augmenté pour atteindre une hauteur supérieure à 19 mètres, obligeant les autorités à évacuer les riverains. Huit personnes aux Philippines ont été tuées en raison de graves inondations. Les provinces de Pampanga, Bataan, Cavite, Laguna de Manille ont été déclarées en état d'urgence,.
Le 20 août, Trami est classé en catégorie 1 sur l'échelle de Saffir-Simpson. Le 21 août, des vents violents ont frappé des régions densément peuplées au nord de Taïwan du fait que Trami a suivi une direction ouest. Le système a apporté des pluies torrentielles dans la région, avec Taipei qui a été frappé par 30 cm de pluie. Un glissement de terrain s'est produit dans le comté de Hsinchu et a piégé 70 résidents. 10 personnes ont été blessées à Taïwan et plus de 6 000 ont dû évacuer les maisons. Malgré de fortes rafales accompagnées de fortes pluies, Trami a seulement causé des dégâts mineurs à Taïwan. Trami continue sa trajectoire ouest, et touche la province chinoise de Fujian le 22 août, à 2 h 40 heure locale. Les vents atteignent un pic de 126 km/h, et d'abondantes pluies ont été enregistrées sur les villes de Fujian, Ningde, Putian et Sanming. 191 comtés de la province ont reçu plus de 100 mm de pluie. De nombreux services publics ont été gravement touchés. Des centaines de milliers d'habitants ont été évacués,.
Trami s'est affaibli et est redevenu une tempête tropicale. Les restes du système ont continué à se déplacer vers l'intérieur, en direction ouest. Trami a tué 18 personnes aux Philippines et a provoqué des inondations intensives dans tout le pays. Le système a également intensifié les inondations apportées par les pluies de mousson plus tôt en Chine, causant des ravages. Au total, Trami a causé 1,83 million USD de dommages[réf. nécessaire].

### Dépression tropicale 13W
Le 16 août, l'AGC a indiqué qu'une dépression tropicale s'est développée sur 1 275 km au sud-est de Taipei, Taïwan. Elle se développe pour devenir une dépression tropicale et interagit avec Trami qui était classé comme tempête tropicale. Elle frappe la côte Est chinoise et se dissipe le 18 août.

### Tempête tropicale sévèrePewa
Tôt le 18 août, une sévère tempête tropicale nommée « Pewa » se déplace dans le bassin du Pacifique occidental de l'océan Pacifique central, à environ 1 640 km au sud-est de l'île de Wake. Au cours de la journée suivante, le JTWC a indiqué que Pewa était devenu l'équivalent d'un ouragan de catégorie 1 sur les SSHS, avant de signaler que le système s'était affaibli en tempête tropicale.

### Tempête tropicale Unala
Le 19 août, l'AMJ et le JTWC signalent une tempête tropicale du nom de « Unala » s'était installée dans le bassin du Pacifique occidental de l'océan Pacifique central, comme il s'est rapidement affaibli, s'est déplacé vers l'ouest est a failli devenir une grave tempête tropicale,. Le système s'étant affaibli, l'AMJ publie son dernier bulletin.

### Tempête tropicale sévère Kong-Rey (Nando)
Le 23 août, une zone de convection persiste au sud-est de Manille. Comme indiqué dans les modèles globaux, le système devrait se renforcer, du fait qu'il se déplace un endroit plus favorable à son développement. Le 25 août, l'AMJ annonce la formation d'une dépression tropicale à l'est des Philippines, et le PAGASA lui attribue le nom de « Nando ».

### Tempête subtropicale Yutu
Le 29 août, l'AGC indique le développement d'une dépression tropicale sur 1 000 km au nord-est de l'île de Wake. Au cours des deux jours suivants, il se développe progressivement davantage en se déplaçant vers l'est, avant le nommage de la tempête en « Yutu ».

### Tempête tropicale sévère Toraji
Tôt le 31 août, l'AMJ commence à suivre une dépression tropicale qui s'est développée à l'ouest de Taipei.

### Tempête tropicale Man-yi
La tempête touche terre peu avant 8 h, heure locale, le 16 septembre près de Toyohashi. Le 16 septembre, à Kyoto, 260 000 personnes dans la ville ont reçu l'ordre d'évacuer vers des abris les plus proches. Des centaines de milliers d'autres ont également été appelées à évacuer principalement sur la côte ouest du Japon. L'Agence météorologique japonaise émet une « alerte spéciale » dans trois préfectures de l'ouest du Japon - Fukui, Kyoto et Shiga. Lundi après-midi, la tempête se centre sur Sendai, à environ 350 kilomètres au nord de Tokyo. Plus de 70 personnes ont été blessées et au moins une personne est morte[réf. nécessaire]. Le gouvernement japonais met en place des groupes d'urgence et des équipes de secours. Environ 80 000 maisons ont été privées d'électricité à l'ouest et au centre du pays. Le trafic ferroviaire de Tokyo et de ses environs est suspendu et des centaines de vols ont été annulés.

### Typhon Usagi (Odette)
Le 15 septembre, une perturbation tropicale, ou une zone de basse pression, se forme à l'est de Luzon, et est classé sous la catégorie de dépression tropicale par l'Agence météorologique du Japon (AMJ) tôt le lendemain. Le 16 septembre, bien que le centre de circulation de bas niveau a été partiellement exposé. Le 17 septembre, le JTWC classe Usagi sous la catégorie de tempête tropicale. Tôt le 18 septembre, l'AMJ classe Usagi sous la catégorie de forte tempête tropicale à midi. Le 19 septembre, Usagi commence une intensification explosive, le JTWC classe Usagi sous la catégorie de super typhon de catégorie 5 sur l'échelle de Saffir-Simpson à midi. À 18 h, Usagi atteint son pic d'intensité maximale avec des vents soutenus sur 10 minutes à 110 nœuds (205 km/h) et avec une pression atmosphérique de 910 hPa.

### Dépression tropicale 18W
Le 12 septembre, l'AGC a indiqué qu'une zone de basse pression s'est développée à l'est des Philippines. Elle a traversé les Philippines et s'est renforcée pour devenir une dépression tropicale dans la mer de Chine du Sud le 16 septembre. Elle a été nommée 18W le 17 septembre.

### Tempête tropicale sévère Pabuk
Le 18 septembre, une zone de convection s'est formée au nord-ouest de Guam. Elle a été désignée 19W par le JTWC pendant qu'elle se déplaçait très lentement au nord le 21 septembre. Elle a été classée comme tempête tropicale le lendemain. Pabuk a juste maintenu sa force car son centre était trop faible le 23 septembre. L'œil est devenu plus grand alors qu'elle se dirigeait vers des eaux plus chaudes. Pabuk a été reclassée comme catégorie 2 par le JTWC mais l'AGC a toujours appelé cela comme grave tempête tropicale le 24 septembre. Après avoir atteint son intensité maximale le lendemain, elle s'est progressivement affaiblie avant de passer comme cyclone extra-tropical le 27 septembre.

### Typhon Wutip (Paolo)
Une perturbation tropicale s'est formée à partir de la mousson qui a été renforcée par Pabuk le 23 septembre. Le 25 septembre, elle est devenue une dépression tropicale et s'est lentement approfondie sur la côte ouest des Philippines et nommée Paolo par le PAGASA et classée par le JTWC tôt le lendemain. Le système a continué sa trajectoire vers l'ouest et s'est renforcé pour devenir une tempête tropicale qui se nomme Wutip. La tempête tropicale Wutip est devenue une tempête tropicale en se déplaçant vers l'ouest le 28 septembre, et est rapidement devenue un typhon. Le 29 septembre, Wutip est devenu un typhon modéré comme il a créé un œil vers la Thaïlande. Il a été rapidement dégradé en tempête tropicale en se déplaçant vers l'ouest le 30 septembre. Wutip s'est lentement dissipé et a traversé le 100e méridien très tôt le 2 octobre.
Le 29 septembre, 74 pêcheurs chinois ont été portés disparus et 3 bateaux de pêche dans la mer de Chine méridionale ont coulé à proximité des îles Paracel tandis que la Thaïlande et le Viêt Nam se préparent à des pluies torrentielles et des inondations. Quatorze survivants ont été secourus. Les pluies ont atteint le Viêt Nam le 30 septembre et la Thaïlande, le lendemain, en tuant 12 personnes au Viêt Nam. Wutip a tué 65 personnes en Asie du sud-est à la fin septembre et début octobre.

### Tempête tropical Sepat
Une zone de basse pression très faible s'est formée le 27 septembre. Le 28 septembre, le JTWC a commencé à surveiller et classe un système dépressionnaire comme système subtropical sous un fort cisaillement de vent sur 2270 km au sud-est de Tokyo, au Japon. Après, l'AGC a indiqué que le système était devenu une dépression tropicale durant la journée suivante. Après sa consolidation, l'AGC a indiqué que le système était devenu une tempête tropicale tôt le 30 septembre. Le JTWC l'a ensuite désigné comme Dépression 21W plus tard ce jour-là, du fait qu'il avait émis une alerte. Il a touché le Japon le 2 octobre sans dommages et sans pertes. La tempête tropicale Sepat est entrée dans des eaux froides plus tard ce jour-là. Elle est devenue extratropicale le 3 octobre.

### Typhon Fitow (Quedan)
Une perturbation tropicale s'est formée à l'est de Palau le 26 septembre. Elle s'est intensifiée et est devenu une dépression tropicale le 29 septembre, la PAGASA l'a nommé Quedan et le JTWC l'a désigné 22W tard dans la journée. Le 30 septembre, la convection profonde enroulé autour Quedan lui a permis de devenir une tempête tropicale, et il a été nommé le 1er octobre Fitow. Fitow s'est rapidement intensifiée comme typhon de catégorie 2 pendant qu'il se déplaçait au nord le 3 octobre. Un grand œil s'est développé, Fitow a touché le sud des îles japonaises tard le 4 octobre, tuant deux personnes. Les autorités chinoises ont rappelé quelque 65 000 bateaux de pêche a cause des rafales de vent qui atteignait 200 km/h. 574 000 personnes ont été évacuées de Zhejiang et Fujian 177000.
70 % du centre-ville de Yuyao a été inondé, ce qui a conduit à des dégâts évalués à plus de 20 milliards de yuans ainsi que les émeutes et l'action de la police anti-émeute.
Les autorités chinoises ont signalé un mort à Wenzhou et deux dockers manquant.

### Typhon Danas (Ramil)
Le 1er octobre, l'AGC a signalé qu'une dépression tropicale s'était développée dans une zone de cisaillement vertical modéré, environ 900 km au nord-est de Hagåtña. Au cours des deux jours suivants, le système s'est progressivement développé en outre que la circulation de bas niveau consolidé lui a permis de mieux le définir, le JTWC a émis avis et a désigné le système comme dépression tropicale 23W pendant la journée du 3 octobre. Au cours de la journée suivante à la fois le JTWC et l'AGC ont signalé que la dépression était devenue une tempête tropicale et l'ont désigné Danas.

### Typhon Nari (Santi)
Le 8 octobre, l'AGC a commencé à surveiller une dépression tropicale, qui s'est développée dans une zone où le cisaillement vertical était faible à modéré a environ 1350 km à l'ouest de Manille sur l'île philippine de Luzon. Pendant cette journée, le système s'est déplacé vers l'ouest le long de la limite sud d'une dorsale subtropicale de haute pression, comme il s'est progressivement développé avant, il a été nommé Santi par la PAGASA . Il s'est intensifié progressivement et est devenu tempête tropicale, il a obtenu le nom international de Nari le 9 octobre. Nari a continué de s'intensifier, et a atteint la catégorie 3 le 11 octobre statut acquis pendant qu'il se déplaçait vers l'ouest des Philippines et a touché terre a Dingalan et Aurora.
Les coupures de courant ont touché beaucoup de Central comme à Luzon ou le typhon a traversé la région. Cinq personnes ont été tuées par des chutes d'arbres et des glissements de terrain provoqués par Nari et il s'est ensuite affaibli en catégorie 2 le 12 octobre. Avec l'interaction des terres, Nari s'est affaibli et est devenu une violente tempête tropicale pendant la journée du 13 octobre. Au cours de la fin de journée du 14 octobre les effets de Nari ont affecté le Vietnam.

### Typhon Wipha (Tino)
Le 8 octobre, le JMA a commencé à surveiller une dépression tropicale, qui s'est développée dans une zone ou le cisaillement vertical était faible à modérée, à environ 670 km à l'est de Hagåtña sur l'île de Guam. La dépression tropicale 25W s'est formé à 696 milles marins au sud d'Iwo Jima, au Japon le 10 octobre. Il s'est renforcé en tempête tropicale et a été nommé Wipha, il a continué de s'intensifier et est devenue plus tard un typhon. Wipha s'est rapidement intensifiée et est passé en typhon de catégorie 4. Au cours de la matinée du 14 octobre, Wipha est entré dans la zone de la responsable des Philippines, et le PAGASA l'a Nommé Tino. Le 15 octobre, Wipha s'est rapidement affaibli alors qu'il s'approchait des eaux plus froides près du Japon. Le 16 octobre, Wipha était dans une phase de transition pour devenir une tempête extratropicale. Les restes de Wipha ont continué à s'accélérer vers le nord-est, et était situé au sud-est de la péninsule du Kamchatka le 17 octobre. Peu de temps après, Wipha se dirigea vers l'est, et franchi la dateline internationale le 18 octobre.

### Typhon Francisco (Urduja)
Le 15 octobre, l'AGC a indiqué qu'une dépression tropicale s'est développée a 465 km au nord-est de Hagåtña, Guam. Au cours de cette journée la dépression s'est progressivement développée tard dans la journée le JTWC l'a désigné comme dépression tropicale 26W. Il a ensuite été nommé Francisco par l'AGC du fait qu'il est devenu rapidement une tempête tropicale tôt le 17 octobre.
Une intensification explosive a eu lieu et Francisco a évolué et s'est transformé en super- typhon de catégorie 5 en fin de journée le 19 octobre et a atteint l'intensité de pic plus tard. Francisco s'est ensuite lentement affaibli car il a subi un cycle de remplacement du mur de l'œil . A midi, le 21 octobre, le typhon Francisco s'est rapidement affaibli en typhon de catégorie 3 et est devenu un typhon annulaire. Très tôt, le 22 octobre, Francisco est entré dans la zone de responsable des Philippines et lui a été donné comme nom Urduja. Le 23 octobre, le typhon Francisco a été rétrogradé en tempête tropicale sévère car il touché les îles Ryukyu. Le 26 octobre, Francisco a touché le Japon en étant une tempête tropicale. Il s'est ensuite rapidement dissipé au sud-est du Japon et a également interagi avec la tempête extratropicale Lekima le 27 octobre.

### Typhon Lekima
Le 19 octobre, la JMA a indiqué qu'une dépression tropicale s'est développée dans une zone de forte cisaillement vertical, a environ 730 km au nord-est de l'île Pohnpei aux États fédérés de Micronésie, le JTWC a émis une alerte pour risque de formation de cyclone tropical. Le 20 octobre, le JTWC a lancé des avis d'alerte sur ce système cyclonique, tandis que l'AGC a classé le système comme tempête tropicale et l'a nommé Lekima à 1800 UTC. Le lendemain, l'AGC a indiqué que Lekima était devenu une tempête tropicale, alors que le JTWC a signalé que le système était devenu un typhon.
Après que l'AGC a classé Lekima comme typhon le 22 octobre, le système a commencé à subir un approfondissement rapide, l'élaboration d'un œil bien défini avec un mur de l'œil symétrique. Tard dans la même journée, le JTWC a désigné le système comme super- typhon de catégorie 5.
Depuis le 23 octobre, l'AGC a indiqué que le typhon Lekima a atteint le pic d'intensité et qui s'est maintenu pendant plus d'un jour. Cependant, L'imageries à micro-ondes intégrés à CIMSS ( MIMIC ) indique que Lekima a subi un cycle de remplacement du mur de l'œil,et cela a perduré jusqu'au lendemain. Lekima a commencé à s'affaiblir lentement le 24 octobre, et le JTWC l'a rétrogradé comme typhon le 25 octobre. Ensuite Lekima a commencé une transition extratropicale et a perdu la structure de mur de l'œil, le 26 octobre, Lekima a achevé sa transition a l'est du Japon et s'est affaibli en tempête. La faible tempête s'est entièrement dissipée en traversant la Dateline internationale le 28 octobre.

### Typhon Krosia (Vinta)
Un système non tropical s'est formé le 23 octobre, il est ensuite devenu une zone de basse pression le 26 octobre. Le 27 octobre, l'AGC l'a classé comme dépression tropicale qui s'était développée dans un environnement moyennement favorable pour son développement, à environ 380 km au sud-est de Hagåtña, Guam. Le 28 octobre, le système a reçu la désignation 29W par la JTWC et Vinta par le PAGASA, il est devenu une tempête tropicale et s'est lentement intensifié. Le lendemain, Krosia atteint la catégorie 1, ensuite dans la matinée, le typhon a touché Santa Ana, Cagayan. Le typhon s'est intensifié en un typhon de catégorie 2 peu après son passage sur Cagayan. Il est rapporté qu'une personne est décédée à cause des fortes inondations. Le 1er novembre, Krosia s'affaiblit et devient un typhon de catégorie 1, mais le 2 novembre son œil s'est élargi il était à ce moment-là dans la mer de Chine du Sud et est repassé en catégorie 2 à nouveau. Il a maintenu sa force et est devenu un typhon de catégorie 3 tard dans la journée à cause d'un cisaillement vertical qui est survenu au nord de celui-ci.

### Dépression tropical 30W (Wilma)
Une large perturbation s'est formée le 31 octobre. Le 1er novembre, l'AGC a indiqué qu'une dépression tropicale s'est développée à environ 280 km au sud de Palau. Le 2 novembre, la dépression tropicale s'est affaiblie pour devenir une simple zone de basse pression. Le 3 novembre, le système s'est régénéré pour redevenir une dépression tropicale et le JTWC a émis un bulletin d'alerte pour risque de formation de cyclone tropicaux. La tempête a ensuite été nommée Wilma par le PAGASA, et le JWTC la nomma 30W. Le 4 novembre, Wilma s'affaiblit et a engendré une trombe qui a causé des dommages mineurs. Le 6 novembre, le système a affecté le Vietnam, avant qu'il ne devienne qu'un faible reste le 8 novembre, les restes de la tempête ont continué de se déplacer à l'ouest, en traversant le 100e méridien est, et affectant Myanmar. La tempête a traversé la péninsule malaisienne dans le golfe du Bengale plus tard le même jour. Au cours des jours suivants, Wilma a poursuivi sa route vers l'ouest dans le golfe du Bengale, et s'est régénéré légèrement.

### Typhon Haiyan
Le typhon Haiyan, ou typhon Yolanda aux Philippines, est un cyclone tropical de la saison cyclonique 2013 dans l'océan Pacifique nord-ouest. Ce super typhon, équivalent à un ouragan de catégorie 5 sur l'échelle de Saffir-Simpson et avec des vents de 270 km/h en moyenne avec des rafales à plus de 315 km/h, il est considéré comme le typhon le plus intense de la saison dans cette région du globe. Formé sous la forme d'une tempête tropicale à l'ouest des Îles Marshall et classé typhon lors de son passage au-dessus des États fédérés de Micronésie, il se dirige vers l'ouest-nord-ouest ; sa trajectoire le fait passer au-dessus des Palaos, des Philippines, du Viêt Nam, du Laos et du Sud de la Chine.

### Tempête tropical Podul (Zoraida)
Le 9 novembre, l'AGC a indiqué qu'une dépression tropicale s'est désorganisée. Par suite d'une augmentation de son organisation, le JTWC publie un bulletin d'alerte pour risque de développement de cyclone tropical. Le 12 novembre, la dépression tropicale a touché les terres au Zoraïda Davao oriental province de Mindanao de l'Est, avant qu'elle ne s'installe dans la mer de Sulu.
Le 14 novembre, le système s'est intensifié pour devenir une tempête tropicale, et il a été nommé Podul par l'AGC.
Tôt le 15 novembre, le JTWC a publié leur dernier avertissement sur Podul, comme les restes de bas niveau du centre de circulation du système a touché les terres du Vietnam. Après le déplacement vers l'ouest à travers le Vietnam et le Cambodge et dans le golfe de Thaïlande.